# Poznań Junikowo
Poznań Junikowo – przystanek kolejowy w Plewiskach (w kierunku wschodnim) i poznańskim Junikowie (w kierunku zachodnim), leżący na szlaku kolejowym Warszawa Zachodnia – Kunowice / Frankfurt nad Odrą.

## Ruch pasażerski
| Rok  | Wymiana pasażerska na dobę |
| ---- | -------------------------- |
| 2017 | 300-499                    |
| 2022 | 300-499                    |

## Charakterystyka
Pierwotnie położony był przy ul. Miśnieńskiej na Rudniczem, bliżej stacji kolejowej na Górczynie. W trakcie modernizacji Poznańskiego Węzła Kolejowego, 30 października 2007 przystanek został przeniesiony w bezpośrednie otoczenie nieistniejącego już przejazdu na ul. Grunwaldzkiej.